# Logan megye (Észak-Dakota)
Logan megye az Amerikai Egyesült Államokban, azon belül Észak-Dakota államban található. Megyeszékhelye és legnagyobb városa Napoleon. Lakosainak száma 1876 fő (2020. április 1.). Logan megye Stutsman, McIntosh, LaMoure, Emmons és Kidder megyékkel határos.

## Népesség
A megye népességének változása:
| Lakosok száma | 1999 | 1973 | 1940 | 1946 | 1935 | 1876 |
|               | 2010 | 2011 | 2012 | 2013 | 2015 | 2020 |